# 宮脇花輪
もしかして
- 宮脇花綸

ではありませんか？